# Dolf de Zwart
Dolf de Zwart is een voormalig Nederlands honkballer.
De Zwart maakte deel uit van het Nederlands honkbalteam en speelde van 1956 tot en met 1962 elf interlandwedstrijden. Hij was in 1969 ook een van de coaches van het team toen dat uitkwam tijdens de Haarlemse Honkbalweek.